# Funny How Time Slips Away
Singles de Billy Walker
I Wish You Love
(1960) (I'd Like to Be In) Charlie's Shoes
(1962)
Funny How Time Slips Away est une chanson écrite par Willie Nelson et enregistrée pour la première fois par le chanteur de musique country Billy Walker. La version de Walker a atteint la 23e position du hit-parade Hot C&W Sides.

## Reprises
- 1961 - Jimmy Elledge a sorti une reprise sur le label RCA Records, qui a atteint la 22e position du hit-parade Billboard Hot 100[2]. Sa version s'est vendue à plus d'un million d'exemplaires.
- 1962 - Willie Nelson a sorti sa propre version sur son premier album And Then I Wrote.
- 1962 - Arthur Alexander a enregistré une version sur son album You Better Move On.
- 1964 - Joe Hinton a fait un tube important avec sa version qui a atteint la première position du hit-parade Cash Box R&B et la 13e position du hit-parade Billboard Hot 100 pop aux États-Unis[3].
- 1965 - Stevie Wonder en face B de son single High Heel Sneakers
- 1965 - Jerry Lee Lewis a sorti une version sur album Country Songs for City Folks[4].
- 1965 - Billy Joe Royal a sorti une version sur son album Down in the Boondocks.
- 1965 - Les Supremes ont sorti une version sur leur album The Supremes Sing Country, Western and Pop.
- 1966 - Georgie Fame a sorti une version sur son album Sweet Things.
- 1968 - Terry Reid a sorti une version sur son album Bang, Bang, Your Terry Reid (1968).
- 1968 - Joe Tex a sorti une version.
- 1970 - Elvis Presley a sorti une version sur son concept album, Elvis Country (I'm 10,000 Years Old) (1971).
- 1973 - Al Green a enregistré une version soul pour son album Call Me.
- 1973 - Lulu a sorti une version sur son album Lulu.
- 1975 - Narvel Felts a sorti une version qui a atteint la 12e position du hit-parade Hot Country Singles[5].
- 1976 - Dorothy Moore a sorti une version qui a atteint la 7e position du hit-parade soul et la 57e position du hit-parade Hot 100[6].
- 1982 - The Spinners ont enregistré une version qui a atteint la 43e position du hit-parade soul et la 67e position du hit-parade Hot 100[7].
- 1998 - La voix d'Homer Simpson et Linda Ronstadt ont enregistré une version sur l'album The Yellow Album.
- 1994 - Al Green et Lyle Lovett ont sorti une version sur le concept album Rhythm, Country and Blues.
- 1999 - Cybill Shepherd a sorti une version sur son album Songs from the Cybill Show, comprenant des chansons de sa sitcom Cybill[8].
- 2005 - George Jones a sorti une version sur son album Hits I Missed...And One I Didn't.
- 2010 - Willie Nelson et Juice Newton ont enregistré une version en duo pour l'album de Newton Duets, Friends & Memories.  Cette version est également sortie en single.
- 2011 - Mario Biondi et Hanne Boel ont sorti une version sur l'album de Biondi Due.

## Dans la culture populaire
La chanson est présente dans le film Au revoir à jamais (1996).